# Вальтер Вефер (пілот)
Вальтер Вефер (нім. Walther Wever; 16 січня 1923, Мюнхен — 10 квітня 1945, Нойруппін) — німецький льотчик-ас, оберлейтенант люфтваффе. Кавалер Лицарського хреста Залізного хреста.

## Біографія
Син генерал-лейтенанта Вальтера Вефера. Після завершення льотної підготовки в середині 1943 року вступив в 3-ю ескадрилью 51-ї винищувальної ескадри. 1 вересня 1943 року здобув свою 10-ту перемогу, а 5 вересня збив 3 Іл-2 за 5 хвилин. 29 березня 1944 року збив 5 літаків, а 24 червня здобув свою 40-у перемогу. 10 липня 1944 року Вефер був збитий радянськими військами на землі і втратив ногу, проте продовжив літати. В січні-лютому 1945 року переведений в нову бойову групу і пройшов підготовку на Messerschmitt Me 262, але не встиг здобути жодної перемоги. 10 квітня 1945 року був збитий винищувачами союзників і загинув.
Всього за час бойових дій здійснив 250 бойових вильотів і збив 44 ворожі літаки.

## Нагороди
- Нагрудний знак пілота
- Залізний хрест 2-го і 1-го класу
- Авіаційна планка винищувача в золоті
- Почесний Кубок Люфтваффе (20 березня 1944)
- Німецький хрест в золоті (20 березня 1944)
- Лицарський хрест Залізного хреста (28 січня 1945) — за 44 повітряні перемоги.